# Erilophodes butzei
Erilophodes butzei är en fjärilsart som beskrevs av Beutelspacher 1984. Erilophodes butzei ingår i släktet Erilophodes och familjen mätare. Inga underarter finns listade i Catalogue of Life.